# Kleine Kätzcheneule

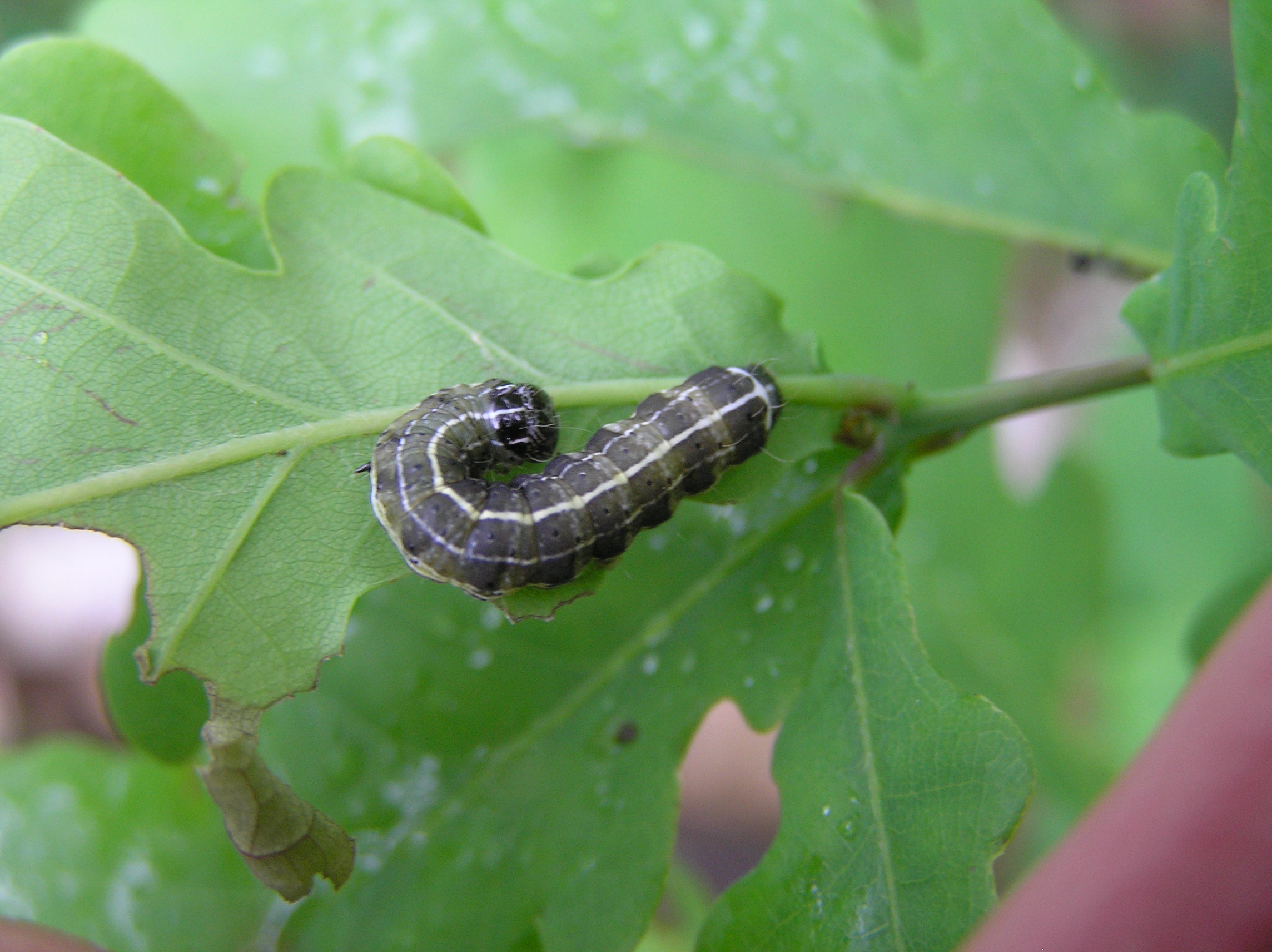
Dunkle Farbvariante der Raupe
der Kleinen Kätzcheneule

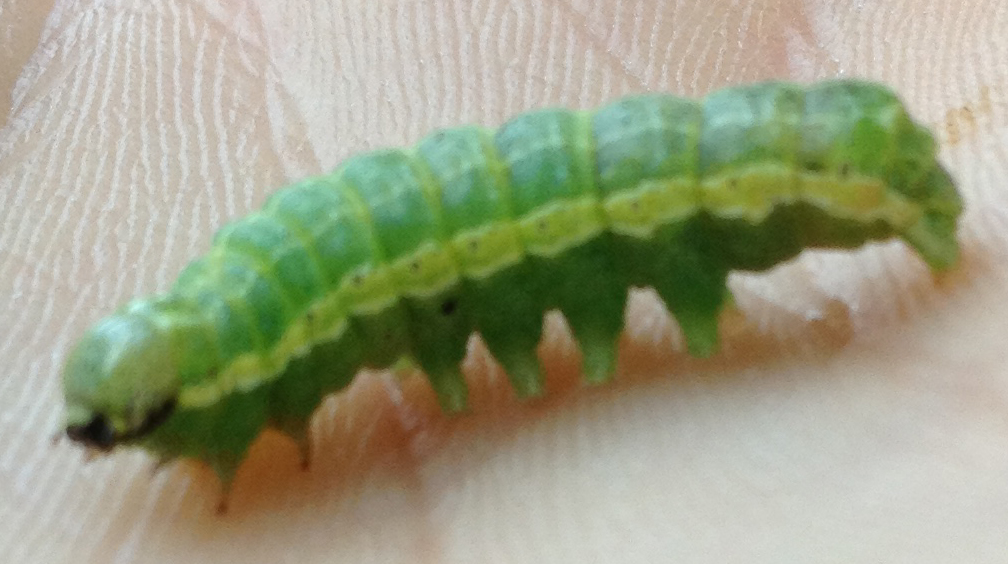
Die grüne Farbvariante

Die Kleine Kätzcheneule (Orthosia (Monima) cruda, Syn.: Taeniocampa pulverulenta), auch als Gelbgraue Frühlingseule bezeichnet, ist ein Schmetterling (Nachtfalter) aus der Familie der Eulenfalter (Noctuidae).

## Merkmale

### Falter
Mit einer Flügelspannweite von 24 bis 32 Millimetern zählen die Falter zu den kleineren Eulenfaltern. Die Grundfarbe der schmalen Vorderflügel reicht von grau oder hellbraun bis zu rötlich und umfasst alle dazwischen liegenden Farbvarianten. Während die Nierenmakel stark gebogen und meist dunkel ausgefüllt ist, erscheint die Ringmakel undeutlich oder fehlt gänzlich. Die Querlinien sind zuweilen in kleine dunkle Punkte aufgelöst. Bei einigen Exemplaren sind sämtliche Zeichnungselemente nur undeutlich und schwach hervorgehoben. Die Hinterflügel sind zeichnungslos graubraun. Die Fühler der Männchen sind beidseitig gekämmt, diejenigen der Weibchen nur sehr kurz gezähnt.

### Ei
Das halbkugelige Ei hat eine gelbliche Farbe und ist mit schwachen, leicht gewellten Rippen überzogen.

### Raupe
Erwachsene Raupen erscheinen in mehreren Farbvarianten: Es gibt grüne Exemplare, die eine dünne weißgelbe Rückenlinie sowie einen breiten gelben Seitenstreifen zeigen, sowie fast schwarze Tiere, die weißliche Rücken- und Nebenrückenlinien besitzen. Die schwarzen Punktwarzen heben sich deutlich ab.

### Puppe
Die schwarzbraune Puppe ist durch zwei seitwärts gebogene Spitzen am kurzen Kremaster gekennzeichnet.

### Ähnliche Arten
- Orthosia sordescens besitzt breitere Flügel mit deutlicheren Makeln.
- Dioszeghayana schmidtii zeigt ein generell dunkleres Erscheinungsbild.
- Dioszeghayana mirabilis unterscheidet sich bei beiden Geschlechtern durch die fast weißen Hinterflügel.[1]

Zur zweifelsfreien Bestimmung ist eine genitalmorphologische Untersuchung anzuraten.

## Geographische Verbreitung und Lebensraum
Das Vorkommen der Art erstreckt sich durch Europa und weiter östlich bis in die Türkei, den Nordwestirak, den Nahen Osten bis zum Kaukasus. Sie wurde auch in den Maghreb-Ländern nachgewiesen. Im Gebirge steigt sie auf Höhen von etwas über 1000 Meter. Die Kleine Kätzcheneule ist in verschiedenen Lebensräumen anzutreffen, beispielsweise in Laubwäldern, an buschigen Waldrändern sowie in Gärten und Parklandschaften.

## Lebensweise
Die Falter sind dämmerungs- und nachtaktiv und besuchen zahlreich künstliche Lichtquellen sowie Köder, bevorzugen zur Nahrungsaufnahme jedoch blühende Weidenkätzchen. Ihre sehr frühe Flugzeit verläuft weitestgehend parallel zur Weidenblüte (Salix) und umfasst dementsprechend überwiegend die Monate März bis Mai. Die Raupen leben im Mai und Juni. Sie ernähren sich polyphag von den Blättern verschiedener Bäume und Sträucher, beispielsweise von Pappel- (Populus), Weiden- (Salix), Prunus-, Rubus- und Eichenarten (Quercus). Die Art überwintert als Puppe.

## Gefährdung
Die Kleine Kätzcheneule ist in Deutschland weit verbreitet und gebietsweise zahlreich anzutreffen und wird als nicht gefährdet eingestuft.